# All Night Cinema
 (août 2025).
Motif : absence totale de sources secondaires à propos de cet album. Aucune rédaction, aucune analyse. Wikipédia n'est pas une base de données
- Archive Wikiwix
- Bing
- Cairn
- DuckDuckGo
- E. Universalis
- Gallica
- Google
- G. Books
- G. News
- G. Scholar
- Persée
- Qwant
- (zh) Baidu
- (ru) Yandex
- (wd) trouver des œuvres sur Wikidata

| 1. | Préciser le motif de la pose du bandeau. | Précisez le motif de la pose du bandeau en utilisant la syntaxe suivante : {{admissibilité à vérifier\|date=août 2025\|motif=remplacez ce texte par le motif}}                        |
| 2. | Informer les utilisateurs concernés.     | Pensez à avertir le créateur de l'article, par exemple, en insérant le code ci-dessous sur sa page de discussion : {{subst:avertissement admissibilité à vérifier\|All Night Cinema}} |

Albums de Just Jack
Overtones
(2007)
Singles
1. Embers
Sortie : 2009
2. Goth In The Disco
Sortie : 2009

All Night Cinéma est le troisième album de Just Jack sorti en mars 2009.

## Liste des morceaux
Liste des morceaux,
| 1.    | Embers                        | 3:27 |
| 2.    | 253                           | 3:58 |
| 3.    | The Day I Died                | 3:35 |
| 4.    | Can't You See (Doctor Doctor) | 3:34 |
| 5.    | So Wrong                      | 3:19 |
| 6.    | Blood                         | 3:35 |
| 7.    | All Night Cinema              | 5:06 |
| 8.    | Astronaut                     | 3:44 |
| 9.    | Goth In The Disco             | 3:55 |
| 10.   | Lo And Behold                 | 2:50 |
| 11.   | Basement                      | 4:16 |
| 45:06 |                               |      |